# Transmisor de la Bahía de Titahi
El Transmisor de la Bahía de Titahi (en inglés: Titahi Bay Transmitter) es el nombre que recibe la segunda estructura más alta de Nueva Zelanda, que transmite señales de radio AM desde una estructura de 212 metros de altura aislada contra la superficie en la bahía de Titahi en Nueva Zelanda La estación también tiene un segundo mástil más pequeño, con una altura de 137 metros. Una tercera estructura aún más pequeña se puede encontrar en las coordenadas 41.100478 S 174.847981 E. La torre y sus edificios circundantes fueron abiertas en 1937, Cinco estaciones de radio emiten desde el transmisor.